# Рудченко Іван Максимович
Іван Максимович Рудченко (1898, село Свинарне, тепер село Соснівка Гадяцького району Полтавської області — ?) — колишній директор Дрогобицького державного учительського інституту.

## Біографія
Народився у селянській родині. Перебував на педагогічній роботі. Член ВКП(б).
У листопаді 1944 — червні 1946 р. — директор Дрогобицького учительського інституту. Одночасно працював завідувачем кафедри педагогіки і психології Дрогобицького учительського інституту.
Подальша доля невідома.